# Kirsten Gloerfelt-Tarp
Kirsten Gloerfelt-Tarp (født 1. december 1889 i København, død 1. maj 1977 i Gentofte) var en dansk kvindesagsforkæmper, politiker og kontorchef. Hun var medlem af Folketinget for Det Radikale Venstre fra 1945 til 1960 og hun var næstformand i den radikale folketingsgruppe fra 1957 til 19-60, formand for Danske Kvinders Nationalråd (det nuværende Kvinderådet) fra 1931 til 1946. Hun var kontorchef i Arbejds- og Fabrikstilsynet (senere Arbejdstilsynet) fra 1938 til 1958